# Icsiriki Csaja

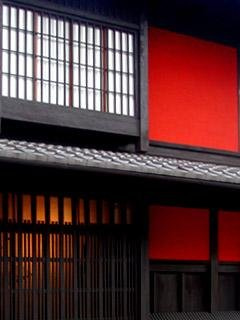
Az Icsiriki Csaja bejárata

Icsiriki Csaja (一力茶屋, Icsiriki teaház) az egyik leghíresebb ocsaja (gésa teaház) Kiotóban. A Hanami és Sidzsó utca sarkán található, a bejárata pedig a Hanami utca felé néz. Felső kategóriás helynek számít. A bejutás csak meghívóval lehetséges, egy ott töltött este ára pedig akár a 800 ezer jent is meghaladhatja.

## Története
Az Icsiriki Csaja több mint 300 éves és már a kezdetektől a Gion szórakoztató negyed kulcspontja. Ahogy a többi ocsaja Gionban, Icsiriki is arra szolgált, hogy a befolyásos embereket gésák szórakoztassák elbűvölő táncaikkal és bájolgással. Icsiriki hagyományosan a politikai és üzleti befolyással rendelkező emberek szórakozóhelye.
A teaház a Szugiura (杉浦) család tulajdonában van, a bejáratnál található táblán pedig a kilencedik generáció fejének neve olvasható, Szugiura Dzsiróemon (杉浦治郎右衛門).

### Név
A bejáratnál található noren függönyről olvasható icsi(一, egy) és riki (力, erő) feketén írott karakterek sötétvörös háttérrel, függőlegesen elhelyezve, így a férfi karakterre hasonlitanak (万, számtalan, tízezer). Az intézményt kezdetben Jorozujának nevezték (万屋, vegyeskereskedés), viszont a nagy sikernek számító Kanadehon Csúsingura (仮名手本忠臣蔵) bábjátékban cenzúra elkerülése végett szétválasztották a nevet (一 és 力), amit maga a teaház is átvett és azóta is ezt a nevet viseli.

### A 47 rónin
Az Icsiriki is szerepet játszott az Akó vérbosszúban, ami sok tudós szerint Japán nemzeti legendának számít. A 18. század elején egy csapat szamuráj tanító nélkül találta magát, róninként, miután a daimjójukat halálra ítélték szeppuku által, amiért megsebesített egy embert a császári palotában.
Kira Josinaka, aki szóban provokálta ki a támadást a daimjótól, büntetlenül megúszta. A róninok a busidó szamuráj kód tiszteletére megesküdtek, hogy két éven belül meggyilkolják Josinakát.
A róninok vezetője Oisi Kuranoszuke rájön, hogy bosszútól való félelem miatt állandó figyelem fordul rájuk. Annak érdekében, hogy elvonja a császári kémek és különféle gyanakvó csoportok figyelmét, Kuranoszuke elmegy Kiotóba. Több éjszakát is eltölt az Icsiriki Csajában, mindenkivel elhitetve, hogy ő egy iszákos szerencsejátékos. Ahogy telik az idő, egyre jobban elkényelmesedik, végül a róninok kénytelenek voltak nélküle megölni Josinakát majd szeppukura kényszerültek.
Ezt a történetet számtalanszor elmesélték, ezzel is népszerűsítve az Icsiriki Csaját.

### A sógunátus bukása
Ahogy a modernizáció elterjedt Japánban az Edo-kor végén, úgy közeledett a sógunátus vége.
A külföldiek sorozatos meggyilkolása feszültséghez vezetett Japán és a nyugati erők között. A nemzetközi nyomás hatására sokan megkérdőjelezték a sógun törvényeit. A megbuktatásához szükséges tervezésben nagy szerepet játszott az Icsiriki Csaja, mert a megbeszéléseket könnyen tudták baráti összejövetelnek álcázni.
Végül 1868-ban az utolsó sógun a Nidzsó kastélyban beleegyezett a sógunátus megszüntetésébe.

## Belépés

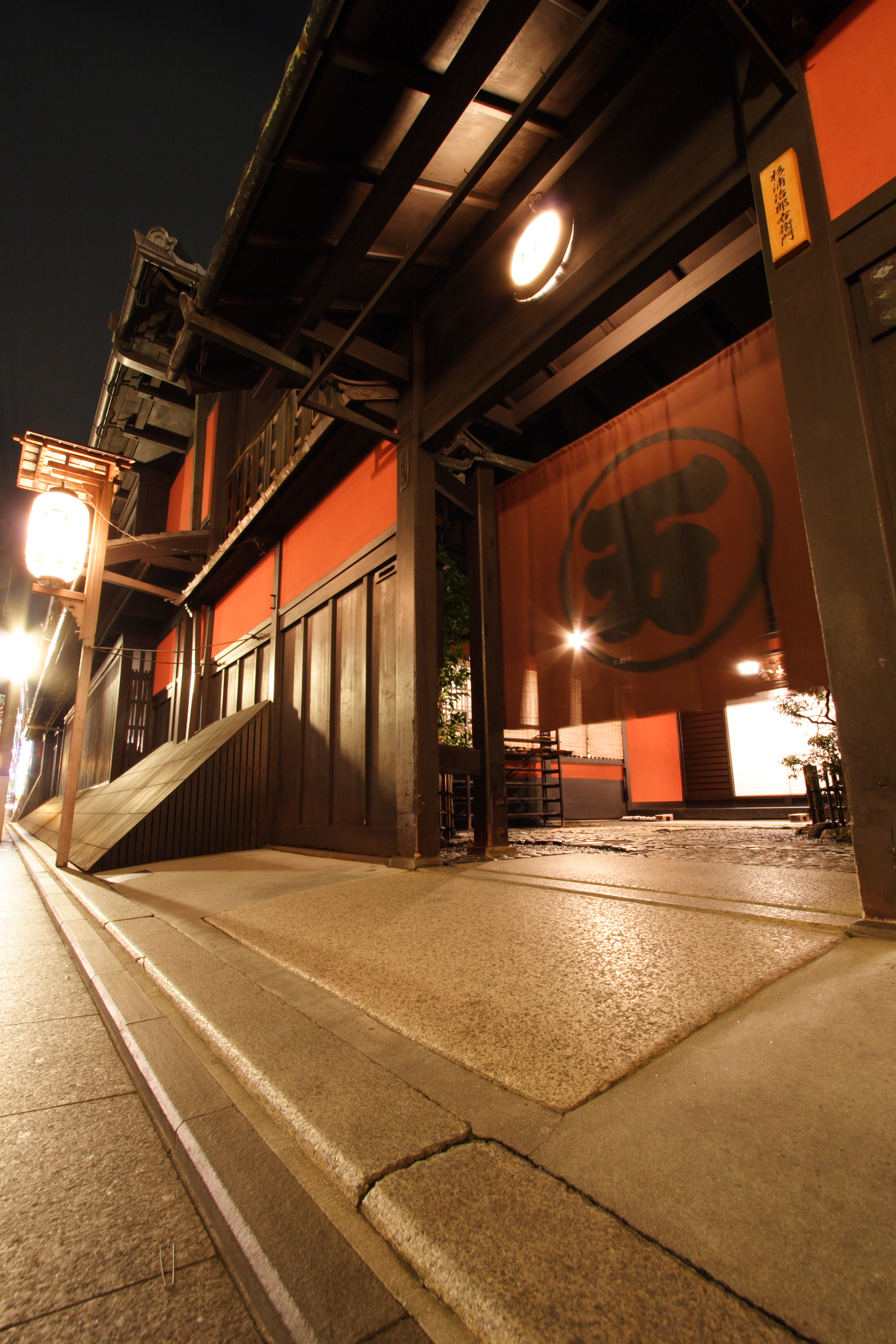
Az Icsiriki Csaja bejárata

Az Icsirikibe való bejutás nagyon nehéz. Szoros kapcsolatot kell ápolni az ocsajával, akár több generációra visszamenőleg. 2006-ban néhány szerencsés turista betekintést nyert a teaházba a Kiotó Város turisztikai egyesülete jóvoltából.

## Szolgáltatások
A szolgáltatások nem térnek el a hagyományos ocsajaktól, egy gésa házból(okija) maikot és geikot bérelnek fel, aki szórakoztatja a vendégeket. Az Icsiriki nem készít ételt, de a vendégek megrendelhetik más helyről és elfogyaszthatják. Igény esetén körbe is vezetik őket, útközben különféle díszítőelemeket láthatnak, mint például az 1850 körülről származó negyvenhét rónint ábrázoló képet.

## Szerkezete
Az Icsiriki Csaja hagyományos Japán építészeti stílusban épült, főleg fából. Kívülről egyáltalán nem lehet belátni, ezzel védve a vendégek nyugalmát. Ezzel együtt hangszigetelt is, hogy a kíváncsiskodók ne tudják lehallgatni a beszélgetéseket.